# Lejeunea leucosis
Lejeunea leucosis là một loài Rêu trong họ Lejeuneaceae. Loài này được Besch. & Spruce mô tả khoa học đầu tiên năm 1889.